# Regeringskansliets förvaltningsavdelning
Regeringskansliets förvaltningsavdelning (FA) är en del av Regeringskansliet och är dess gemensamma resurs för administrativa frågor som rör flera departement. Inom Förvaltningsavdelningen hanteras bland annat IT-, arbetsgivar-, arkiv-, säkerhets- och kommunikationsfrågor. Chef för Regeringskansliets förvaltningsavdelning är förvaltningschefen i Statsrådsberedningen. 

## Bakgrund
Från 1983 och fram till den sista december 1996 hette detta regeringskansliorgan Regeringskansliets förvaltningskontor (RF).
RF var - liksom departementen - en egen myndighet och fick sitt namn den 1 oktober 1983. Den hade dock ursprungligen inrättats som Departementens organisationsavdelning (OA), i och med regeringsformen 1974, men bytte namn i oktober 1983, då de mindre myndigheterna Sekretariatet för personalpolitiska frågor (PP, inrättat 1978) och Regeringskansliets personalpolitiska delegation (RPD, inrättat 1979, men benämnt Regeringskansliets förhandlingsdelegation (RFD) 1979-1982) gick upp i det.
Till en början sorterade förvaltningskontoret under Kommundepartementet/Civildepartementet, men sedan en omorganisation vid årsskiftet 1996/1997 är det en fristående del av Regeringskansliet. Då chefen för Förvaltningsavdelningen inte är ett statsråd, utan förvaltningschefen i Statsrådsberedningen, kan inga regeringsärenden härröra från Förvaltningsavdelningen. Om ett ärende som rör Förvaltningsavdelningen ska beslutas av regeringen, som t.ex. vissa tillsättningsärenden eller utlämnanden av allmänna handlingar, förs ärendet på Statsrådsberedningens lista och föredras av statsministern eller ett annat statsråd efter förordnande av statsministern.  

## Ledning

### Förvaltningsdirektör
- Sture Wallmon 1984-1996

### Förvaltningschefer
- Gunilla Olofsson 1997-2002
- Gunnar Holmgren 2002-2005
- Jan Landahl 2005-2010
- Anna-Karin Jatko 2010-2016
- Mikael Granholm 1 juli 2016 - 31 maj 2021
- Hans Bäck (t.f.) 1 juni 2021 -  27 mars 2022
- Henrik Holmér  28 mars 2022 -

### Internetkällor
- Striderna i Rosenbad. Om trettio års försök att förändra Regeringskansliet. Magnus Erlandsson. Stockholm University. Department of Political Science. 2007. Sidan 70.
- Riksarkivet, Statsdepartementens gemensamma organ. Regeringskansliets förvaltningskontor. Förteckning. Ordnat och förtecknat av Terese Lundin, våren 2007. RKA- projektet.